# Novato
Novato är en stad i västra Kalifornien, USA. Invånarantal: 48 700 (2004).